# Barka Kāna
Barka Kāna är en ort i Indien.   Den ligger i delstaten Jharkhand, i den östra delen av landet, 1 000 km sydost om huvudstaden New Delhi. Barka Kāna ligger 351 meter över havet och antalet invånare är 18 182.
Terrängen runt Barka Kāna är platt åt nordost, men åt sydväst är den kuperad. Runt Barka Kāna är det mycket tätbefolkat, med 1 095 invånare per kvadratkilometer. Närmaste större samhälle är Rāmgarh, 5,4 km öster om Barka Kāna. Trakten runt Barka Kāna består till största delen av jordbruksmark.